# تعليم العلوم (مجلة)
مجلة تعليم العلوم هي مجلة علمية يتم مراجعتها كل شهرين وتغطي تعليم العلوم. تأسست في عام 1916 باسم فصلية العلوم العامة، وحصلت على اسمها الحالي في عام 1929. رئيس التحرير هما شيري أ. سوثرلاند (جامعة ولاية فلوريدا) وجون سيتلاج (جامعة كونيتيكت). وفقًا لتقارير الاستشهاد بالمجلات الأكاديمية، فإن عامل التأثير للمجلة لعام 2020 يبلغ 4.593، مما يجعلها في المرتبة 31 من أصل 265 مجلة في فئة "التعليم والبحث التربوي".

## وصلات خارجية
- الموقع الرسمي